# Ornduffia
Ornduffia là một chi thực vật thủy sinh trong họ Menyanthaceae, được Tippery & Les (2009) tách ra từ chi Villarsia.
Tên gọi của chi này đặt theo tên của Robert Ornduff (1932–2000), người có đóng góp lớn trong nghiên cứu sinh thái học hệ sinh sản và tiến hóa trong họ Menyanthaceae, cụ thể là đối với chi Villarsia.
Ornduffia là thực vật vùng đất ngập nước với các lá cơ sở. Cụm hoa là các chùy hoa phân nhánh với vô số hoa. Các hoa mẫu 5, hoặc có màu vàng hoặc có màu trắng, và các cánh hoa được tô điểm bằng các cánh.

## Phân loại
Các mối quan hệ trong phạm vi họ Menyanthaceae, cụ thể là chi Villarsia nghĩa rộng, được Tippery và ctv (2008), Tippery và Les (2008) làm sáng tỏ. Theo họ thì Villarsia nghĩa rộng là rất cận ngành, bao gồm ba nhánh. Chi này đã được Tippery và Les (2009) tách ra thành Villarsia nghĩa hẹp chỉ bao gồm nhánh Nam Phi với 3 loài và hai nhánh còn lại được chuyển sang các chi Liparophyllum (nhánh hỗn tạp, gồm 6 loài) và Ornduffia (nhánh Australia, gồm 7 loài). Loài Villarsia cambodiana Hance (đồng nghĩa: V. rhomboidalis Dop) ở Đông Nam Á hiện nay được chuyển sang chi Nymphoides với danh pháp chính thức là Nymphoides cambodiana.
Chi Ornduffia có 7 loài, sinh sống ở Australia:
- Ornduffia reniformis (R.Br.) Tippery & Les = Villarsia reniformis
- Ornduffia umbricola (Aston) Tippery & Les = Villarsia umbricola
  - Ornduffia umbricola (Aston) Tippery & Les var. beaugleholei (Aston) Tippery & Les
- Ornduffia albiflora (F.Muell.) Tippery & Les = Villarsia albiflora
- Ornduffia calthifolia (F.Muell.) Tippery & Les = Villarsia calthifolia
- Ornduffia marchantii (Ornduff) Tippery & Les = Villarsia marchantii
- Ornduffia parnassifolia (Labill.) Tippery & Les = Villarsia parnassifolia
- Ornduffia submersa (Aston) Tippery & Les = Villarsia submersa

## Phát sinh chủng loài
Cây phát sinh chủng loài dưới đây cho Ornduffia lấy theo Tippery và Les (2009)

|  | Ornduffia reniformis |
|  |                      |
|  | Ornduffia umbricola  |
|  |                      |

|  | Ornduffia marchantii  |
|  |                       |
|  | Ornduffia calthifolia |
|  |                       |

|  | Ornduffia parnassifolia |
|  |                         |
|  | Ornduffia albiflora     |
|  |                         |

|  | Ornduffia marchantii  |
|  |                       |
|  | Ornduffia calthifolia |
|  |                       |

|  | Ornduffia parnassifolia |
|  |                         |
|  | Ornduffia albiflora     |
|  |                         |

|  | Ornduffia marchantii  |
|  |                       |
|  | Ornduffia calthifolia |
|  |                       |

|  | Ornduffia parnassifolia |
|  |                         |
|  | Ornduffia albiflora     |
|  |                         |

|  | Ornduffia marchantii  |
|  |                       |
|  | Ornduffia calthifolia |
|  |                       |

|  | Ornduffia parnassifolia |
|  |                         |
|  | Ornduffia albiflora     |
|  |                         |

|  | Ornduffia reniformis |
|  |                      |
|  | Ornduffia umbricola  |
|  |                      |

|  | Ornduffia marchantii  |
|  |                       |
|  | Ornduffia calthifolia |
|  |                       |

|  | Ornduffia parnassifolia |
|  |                         |
|  | Ornduffia albiflora     |
|  |                         |

|  | Ornduffia marchantii  |
|  |                       |
|  | Ornduffia calthifolia |
|  |                       |

|  | Ornduffia parnassifolia |
|  |                         |
|  | Ornduffia albiflora     |
|  |                         |

|  | Ornduffia marchantii  |
|  |                       |
|  | Ornduffia calthifolia |
|  |                       |

|  | Ornduffia parnassifolia |
|  |                         |
|  | Ornduffia albiflora     |
|  |                         |

|  | Ornduffia marchantii  |
|  |                       |
|  | Ornduffia calthifolia |
|  |                       |

|  | Ornduffia parnassifolia |
|  |                         |
|  | Ornduffia albiflora     |
|  |                         |